# Palazzo Benso di Cavour
Il Palazzo Benso di Cavour (o Casa Cavour) è un edificio storico del centro di Torino. Vi visse uno dei più importanti fautori dell'Unità d'Italia, lo statista Camillo Benso conte di Cavour, che ivi nacque il 10 agosto 1810 e vi morì il 6 giugno 1861 (fatto ricordato da una targa all'esterno dell'edificio). Inoltre, qui fu fondato, nel 1847, il giornale dell'epoca, Il Risorgimento.

## Storia e caratteristiche
Nel 1729, il marchese Michele Antonio Benso (1707–1773), bisnonno del più noto Camillo, incaricò l'architetto Gian Giacomo Plantery di edificare l'attuale edificio, sui resti di una loro già preesistente dimora.

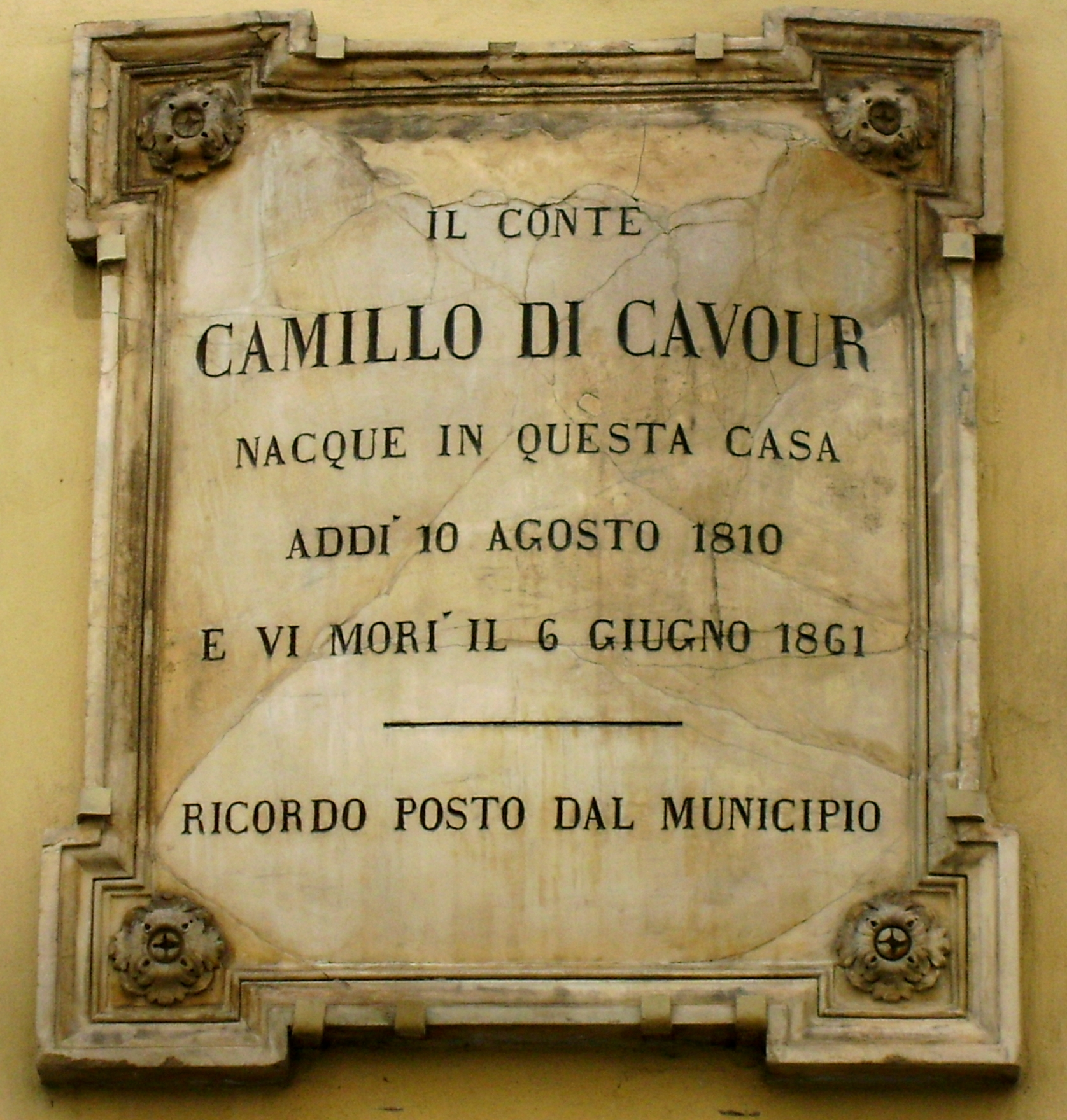
La targa esterna ricorda Camillo Benso

Il palazzo fu progettato intorno a due cortili (d'onore e rustico), con un atrio decorato da raffinati stucchi. Di notevole prestigio inoltre, lo scalone, posto contrariamente al solito in aderenza alla facciata (forse per garantire più ambienti esposti a sud), arricchito da una volta dipinta nel XIX secolo, ed il piano nobile, nel quale all'atrio corrispondono due saloni, maggiore quello verso la strada ed ornato nella volta da stucchi neobarocchi di primo ottocento, concepiti in assonanza con altri originali presenti nel palazzo. Nell'angolo fra via Cavour e Lagrange si conservano le sale decorate su progetto di Benedetto Alfieri, nel periodo tra il 1757 ed il 1758 caratterizzate da rivestimenti in legno intagliati e dorati. Nel 1754, il palazzo venne ampliato su progetto di Giuseppe Bovis, al fine di creare appartamenti d'affitto.

Tuttavia, a circa metà del XVIII secolo i Benso si divisero col ramo nobiliare di Santena (estinto), per acquistare le contee piemontesi di Cellarengo, Isolabella e Cavour ed assottigliando così il loro patrimonio. Il figlio di Michele Antonio, Giuseppe Filippo Benso, sposò quindi, nel 1781 la ricca marchesa Filippina De Sales, salvaguardando così il prestigio dei Benso di Cavour, già residenti a Torino. Nello stesso anno, dallo loro unione nascerà Michele Benso di Cavour, futuro padre di Camillo, nel delicato periodo dell'occupazione francese della città.
Dopo la morte di Camillo Benso, che non ebbe figli, il palazzo fu ceduto dall'unica sua nipote Giuseppina alla famiglia Bollati, futuri editori torinesi, che lo privatizzarono. Nel periodo 1998-2005 però, la Regione Piemonte si fece carico della tutela degli originali decori settecenteschi, per utilizzare alcune interni a fini espositivi. Oggi l'edificio è principalmente destinato ad alloggi privati ed uffici in piena zona pedonale di via Lagrange.

## Collegamenti
- M1 È raggiungibile dalla fermata Porta Nuova FS M1 della Metropolitana di Torino.